# ورزشگاه خلیفه بن زاید
ورزشگاه خلیفه بن زاید (به عربی: استاد خليفة بن زايد‎) یک ورزشگاه چند منظوره در شهر العین، امارات متحده عربی.

یکی از معروف‌ترین وقایع در این ورزشگاه برگزاری مسابقات گروه E از سری مسابقات جام جهانی فوتبال زیر ۲۰ سال ۲۰۰۳ بود و ورزشگاه نیز میزبان برخی از مسابقات جام ملت‌های آسیا ۱۹۹۶ برگزار کرده.

ورزشگاه بیشتر برای مسابقات فوتبال مورد استفاده قرار می‌گیرد. ورزشگاه گنجایش ۱۲٬۰۰۰ هزار نفر دارد و از فصل ۰۷–۲۰۰۶ تمام بازی‌های العین در این ورزشگاه انجام می‌شود.